# Eleccions legislatives gregues de 2000

Repartiment d'escons a les eleccions de 2000

Les eleccions legislatives gregues de 2000 se celebraren el 9 d'abril de 2000. El partit més votat fou el PASOK, i el seu cap Kostas Simitis va formar govern.

## Resultats
| Partit                                                  | Partit                                                                          | Líder                                       | Vots               | %      | +/–   | Escons | +/– |
| ------------------------------------------------------- | ------------------------------------------------------------------------------- | ------------------------------------------- | ------------------ | ------ | ----- | ------ | --- |
|                                                         | PASOK                                                                           | Kostas Simitis                              | 3,007,596          | 43.79  | +2.3  | 158    | −4  |
|                                                         | Nova Democràcia                                                                 | Kostas Karamanlís                           | 2,935,196          | 42.74  | +4.62 | 125    | +17 |
|                                                         | Partit Comunista de Grècia                                                      | Aleka Papariga                              | 379,454            | 5.52   | -0.09 | 11     | +0  |
|                                                         | Coalició d'Esquerra i Progrés                                                   | Nikos Konstantopoulos                       | 219,880            | 3.20   | -1.92 | 6      | -4  |
|                                                         | Moviment Democràtic Social                                                      | Dimitris Tsovolas                           | 184,598            | 2.69   | -1.74 | 0      | -8  |
|                                                         | Unió Democràtica Regional                                                       | Mihalis Haralambidis                        | 32,068             | 0.47   | -     | 0      | -   |
|                                                         | Unió de Centristes                                                              | Vasilis Levendis                            | 23,228             | 0.34   | -0.38 | 0      | +0  |
|                                                         | Unió d'Ecologistes                                                              | Dimosthenis Vergis                          | 20,466             | 0.30   | 0.01  | 0      | -   |
|                                                         | Coalició Nacional Εθνική Συμμαχία                                               | Grigoris Mihalopoulos                       | 14,703             | 0.21   | -     | 0      | -   |
|                                                         | Primera Línia                                                                   | Konstantinos Plevris                        | 12,125             | 0.18   | -     | 0      | -   |
|                                                         | Front d'Esquerra Radical                                                        |                                             | 8,132              | 0.12   | -0.03 | 0      | -   |
|                                                         | Partit Comunista de Grècia (marxista-leninista)                                 |                                             | 7,301              | 0.11   | -     | 0      | -   |
|                                                         | Partit de l'Hel·lenisme                                                         | Sotiris Sofianopoulos                       | 6,272              | 0.09   | -0.09 | 0      | -   |
|                                                         | Partit Comunista Marxista-Leninista de Grècia                                   |                                             | 5,866              | 0.09   | +0.03 | 0      | +0  |
|                                                         | Ecologistes Alternatius                                                         |                                             | 3,321              | 0.05   | -0.03 | 0      | -   |
|                                                         | Partit Liberal                                                                  | Manolis Kalligiannis                        | 2,091              | 0.03   | -     | 0      | -   |
|                                                         | Partit Socialista Combatent de Grècia                                           |                                             | 2.026              | 0.0    | +0    | 0      | -   |
|                                                         | Moviment Autònom dels Treballadors Polítics Αυτόνομο Κίνημα Εργατικής Πολιτικής | Antonios Halaris                            | 1,145              | 0.02   | +0    | 0      | +0  |
|                                                         | OAKKE                                                                           |                                             | 1,126              | 0.02   | +0    | 0      | -   |
|                                                         | Altres - Independents                                                           |                                             | 923                | 0.01   |       | 0      | -   |
|                                                         | Hristopistia Χριστοπιστία                                                       | Efstathios Patsadzis (Ευστάθιος Πατσαντζής) | 305                | 0.00   |       | 0      | -   |
|                                                         | Partit dels Treballadors Grecs Κόμμα Εργαζομένων Ελλήνων, ΚΟ.Ε.ΕΛ.              |                                             | 169                | 0.00   |       | 0      | -   |
|                                                         | Partit Nacional Patriòtic Εθνικό Πατριωτικό Κόμμα, Ε.Π.Α.Κ.                     |                                             | 22                 | 0.00   |       | 0      | -   |
|                                                         | Olympismos Ολυμπισμός                                                           |                                             | 14                 | 0.00   |       | 0      | -   |
|                                                         | Partit Democràtic Panhel·lènic Pau ΠΑ.ΔΗ.ΚΕ.                                    |                                             | 4                  | 0.00   |       | 0      | -   |
| Vots vàlids                                             | Vots vàlids                                                                     | Vots vàlids                                 | 6,868,011          | 100.00 |       | 300    |     |
| Vots nuls                                               | Vots nuls                                                                       | Vots nuls                                   | 158,516            |        |       |        |     |
| Total                                                   | Total                                                                           | Total                                       | 7,026,527 (74,96%) |        |       |        |     |
| fonts: Resultats oficials del Ministeri d'Interior Grec |                                                                                 |                                             |                    |        |       |        |     |